# Hexinlusaurus
Hexinlusaurus (Hexinlusaurus multidens) – mały, roślinożerny dinozaur z rzędu dinozaurów ptasiomiednicznych (Ornithischia).
Żył w epoce środkowej jury (ok. 171-161 mln lat temu) na terenach wschodniej Azji. Długość ciała ok. 2 m, wysokość ok. 60 cm, masa ok. 45 kg. Jego szczątki znaleziono w Chinach (w prowincji Syczuan), w skałach formacji Shaximiao.
Wcześniej był uznawany za jeden z gatunków janduzaura - Yandusaurus multidens. Później (Barrett, Butler & Knoll, 2005) uznano go za odrębny rodzaj.